# Dravec a fešák
Dravec a fešák (v anglickém originále The Falcon and the D'ohman) je 1. díl 23. řady (celkem 487.) amerického animovaného seriálu Simpsonovi. Scénář napsal Justin Hurwitz a díl režíroval Matthew Nastuk. V USA měl premiéru dne 25. září 2011 na stanici Fox Broadcasting Company a v Česku byl poprvé vysílán 12. dubna 2012 na stanici Prima Cool.

## Děj
Komiksák zahajuje první díl 23. řady a říká divákům, že v tomto dílu budou skryté náznaky, jak to dopadlo mezi Nedem a Ednou. Homer přijde pozdě do práce a pozpěvuje si melodii „Walking on the Moon“, přetočí hodiny a kartou označí, že byl v práci včas a odešel až pozdě v noci. Homer je překvapen zjištěním, že ve Springfieldské jaderné elektrárně byl najat nový bezpečnostní pracovník jménem Wayne. Opakovaně se snaží s Waynem spřátelit, avšak neúspěšně. Mezitím Marge při přípravě sušenek pro Barta a Lízu sní o tom, že je soutěžící kuchařské reality show Master Chef. Představuje si, jak Tom Colicchio chválí její sušenky a daruje jí novou kuchyň. Když však Marge přestane snít a rozdává sušenky svým dětem, řeknou jí, že jim nechutnají a že nemají rády změny.
Jednoho večera jde Wayne domů v dešti a krupobití, potká Homera a neochotně souhlasí s tím, že ho Homer vezme do hospody U Vočka, a i přesto trvá na tom, že zůstanou jen v pracovním vztahu. Zatímco je Wayne toaletě, Haďák přepadne hosty hospody. Jakmile Wayne vyjde, tak Haďáka zpacifikuje. Posléze Wayne zajde k Simpsonovým na večeři, ale dlouho se nezdrží. Následuje rozhovor Kenta Brockmana s Waynem. Podle Waynovy vzpomínky byl bývalým agentem CIA, který se rozhodl ukrýt ve Springfieldu. Neúmyslně zaútočí na pana Burnse, šéfa elektrárny, což má za následek, že je propuštěn. Sužují ho opakující se vidiny jeho hrůzných misí.
Protože si Wayne už nemůže dovolit svůj dům ani byt, Homer ho nechá spát v Bartově domku na stromu. Wayne však v noci nahlas mluví o misích pro CIA, kvůli čemuž nemohou lidé v okolí spát. Ned a Edna jsou jedním z těchto lidí a drží se spolu za ruce v posteli. Video o tom, co se stalo panu Burnsovi, se šíří na MyTube a vidí jej Waynův nepřítel, gangster Viktor, v Kyjevě na Ukrajině. Wayne zřejmě omylem zabil Viktorovu manželku při dřívější misi. Ukrajinský gangster a jeho spolupracovníci tedy Homera unesli a mučili jako návnadu k nalákání Wayna. Wayne najde Homera pomocí sledovacích zařízení, které nevědomě snědl, zachrání ho a zabije všechny ukrajinské gangstery, včetně Viktora. Poté se Wayne rozhodne opustit Springfield. Marge však navrhuje, aby se Wayne ucházel o práci v dopravním inspektorátu. On souhlasí a uspěje. V dopravním inspektorátu má vidinu, jak byl vězněn v Severní Koreji a byl nucen napsat muzikál, který měl vzdát hold Kim Čong-ilovi.
Během závěrečných titulků Ned a Edna děkují fanouškům za to, že hlasovali pro setrvání jejich vztahu. Seymour Skinner se snaží protestovat, ale Agnes, která s výsledkem fanoušků souhlasí, jej upozorňuje, že čekal do té doby, než bylo hlasování ukončeno, a až poté se začal angažovat.

## Pozadí
Díl obsahuje odkaz na předchozí díl seriálu, finále 22. řady Ned-nebezpečnější úlovek, které bylo odvysíláno 22. května 2011. V této epizodě spolu začnou chodit postavy Neda Flanderse a Edny Krabappelové. Epizoda končí tím, že Homer a Marge Simpsonovi dávají divákům odkaz na oficiální webové stránky Simpsonových TheSimpsons.com a vyzývají je, aby na ně v průběhu léta 2011 vstoupili a hlasovali, zda by Ned a Edna měli zůstat spolu. Výsledek ankety byl odhalen v díle Dravec a fešák – většina hlasovala pro to, aby pár zůstal ve vztahu. Podle výkonného producenta Ala Jeana byla anketa „velmi silná jedním směrem“. V rozhovoru před představením výsledku se Jean zaručil, že anketa byla autentická a že scenáristé rozhodnutí diváků nezruší, a dodal: „Co fanoušci spojili dohromady, ať žádný scenárista nerozporuje.“.

## Produkce
Díl napsal Justin Hurwitz a režíroval jej Matthew Nastuk. Děj epizody připomíná film Davida Cronenberga Dějiny násilí. Epizoda obsahuje několik odkazů na populární kulturu. Například v pasáži na začátku epizody Homer zpívá o práci v elektrárně na melodii písně The Police „Walking on the Moon“. Podle Chrise Ledesmy, hudebního redaktora seriálu Simpsonovi, měl štáb „velké štěstí, že získal původní master stopy od The Police bez vokálů. Jedná se o vzácný případ. Když potřebujeme udělat vlastní text k zavedenému hitu, (skladatel Alf Clausen) obvykle zaranžuje a nahraje ‚zvukovou obdobu‘, která se snaží zachytit veškerého ducha a nuance originálu, aby diváci skladbu okamžitě identifikovali, ale umožňuje nám přidat vlastní vokály.“ V epizodě byla také často použita část „Tanec rytířů“ z baletu Romeo a Julie od Sergeje Prokofjeva. Část musela být licencována, protože ve většině zemí světa podléhala autorským právům.
Další kulturní odkaz se objevuje v jedné z Waynových retrospektiv, v níž je vidět, jak absolvuje speciální výcvik proti nepřátelům, jako je Chucky z filmu Dětská hra a basketbalista Kobe Bryant. Tchajwanská dramatizace Waynova souboje s Haďákem v hospodě U Vočka paroduje vtipné počítačové animované rekonstrukce zpráv, které provádí tchajwanská společnost Next Media Animation. Jeden z klipů na YouTube, který Viktor zhlédne, odkazuje na bratry Gregoryovy, tvůrce populárního internetového seriálu Auto-Tune the News, neboť zpravodajská pasáž, v níž vystupuje paní, které se ztratila kočka, byl autotuningově upraven do podoby písně. Margin sen stát se účastnicí kuchařské soutěže paroduje americkou soutěžní reality show Top Chef. Americký šéfkuchař Tom Colicchio, který je v této show porotcem, hostoval v dílu jako on sám.
Kanadský herec Kiefer Sutherland hostoval v dílu jako člen ochranky Wayne. Jednalo se o třetí epizodu seriálu Simpsonovi, ve které se objevil; první byla epizoda Osudy dobrého vojáka Homera z roku 2006 (ztvárnil plukovníka) a druhou díl 24 minut z roku 2007 (ztvárnil svou postavu Jacka Bauera ze seriálu 24 hodin). Jak poznamenal Rick Porter z webu Zap2it, Sutherlandovo vystoupení v dílu Dravec a fešák z něj dělá „jednu z relativně mála hostujících hvězd Simpsonových, které se objevily více než jednou a namluvily různé postavy, nikoliv opakující se obyvatele Springfieldu“. Dalšími hostujícími hvězdami, kterým se to podařilo, jsou Albert Brooks, Jon Lovitz a Phil Hartman, kteří hráli jednorázové postavy a opakující se role. Postava Wayna je částečně založena na Sutherlandově postavě Jacka Bauera ze seriálu 24 hodin, který je podle Christophera Hootona z deníku Metro také „pofidérní protiteroristický agent, který neustále nachází své blízké unesené megalomany“. Po odvysílání epizody ve Spojených státech se v ukrajinském tisku objevila zpráva, že mafián Viktor je podobný ukrajinskému prezidentovi Viktoru Janukovyčovi.

## Vydání
Epizoda byla původně vysílána na stanici Fox ve Spojených státech 25. září 2011 jako premiéra 23. řady Simpsonových. Během tohoto vysílání ji sledovalo přibližně 8,08 milionu lidí. V demografické skupině dospělých ve věku 18–49 let získal díl rating 3,9 podle agentury Nielsen (o 3 % více než při premiéře předchozí řady) a 10% podíl. Simpsonovi se ten večer stali druhým nejlépe hodnoceným pořadem v demografické skupině 18–49 v rámci bloku Animation Domination stanice Fox, skončili s vyšším ratingem než Cleveland show a Americký táta, ale s nižším ratingem než Griffinovi. Simpsonovi však byli nejsledovanějším pořadem v této řadě z hlediska celkové sledovanosti.

### Přijetí
Od svého odvysílání získal díl od kritiků smíšené hodnocení.
Někteří recenzenti kritizovali zápletku epizody. Kyle Lemmon ze serveru Under the Radar udělil epizodě hodnocení 3 z 10 a dospěl k závěru, že „tato nová epizoda se jen zřídkakdy opírá o nějakou realitu. Nejlepší příklady Simpsonových soustřeďují situační humor do poněkud věrohodných scénářů v rámci města. Po tolika letech jim asi úplně došly nápady.“ Podobně Jesse Carp z Television Blend napsal, že zápletka ukazuje „v podstatě to, co je na seriálu špatně a proč jsem ho přestal sledovat. Kvůli nekonečnému množství materiálu, které je potřeba k tomu, aby seriál běžel 23 let, se musí uchýlit k obskurním zápletkám a nekonečným cameím, aby zůstal zajímavý. Nejlepší epizody (…) rozhodně obsahují absurdní prvky, ale všechny jsou pevně zakotveny v poměrně reálném světě Springfieldu v USA a jeho barvitých postaviček. Rád bych toho viděl víc. Chybí mi.“
Kulturní odkazy, které se v epizodě objevily, sklidily kritiku i chválu. Parodie na Next Media Animation byla několika recenzenty pochválena. Hayden Childs z The A.V. Clubu poznamenal, že díl „obsahuje několik docela vtipných postřehových gagů, jako je freska na Vočkově stropě a rozkošná tchajwanská dramatizace některých událostí“, ale dále napsal, že „zbytek vtipů a odkazů odsýpá, aniž by byly příliš vtipné nebo příliš urážlivé, a to je asi to nejlepší, co může každý divák od Simpsonových v jejich pokročilém věku chtít“. Steve West z Television Blend se vyjádřil, že epizoda byla nejhorší z bloku Animation Domination v daném týdnu, a dále upřesnil, že kulturní odkazy „jsou vždy o rok pozadu a chytré scenáristy, kteří využívali klasickou americkou kulturu, aby do seriálu vnesli vtip, nahradili ti, kteří chtějí napodobovat Městečko South Park a Griffinovy. Nedaří se jim to a došlo to tak daleko, že už mě nezajímá ani vztah mezi Marge a Homerem.“
Matt Roush z TV Guide díl zhodnotil pozitivněji a poznamenal, že „věčný seriál Simpsonovi od Foxu zahajuje večer plný zcela nových animací a přivítá Kiefera Sutherlanda ve velmi chytré hostující roli strážníka, který se bez většího úspěchu snaží uniknout své násilnické minulosti. Kývnutí na tchajwanskou animaci je jen jedním z vrcholů této pocty chaosu ve stylu čtyřiadvacítky.“ Podobně Umika Pidaparthy z blogu The Marquee na CNN poznamenal, že „v této epizodě bylo hodně lehkého smíchu, například když Wayne prochází ukrajinskou částí Springfieldu. Popkulturní odkazy jako tchajwanská animace loupeže byly k popukání. Zklamalo mě však, že se Margino snění o účasti v Top Chef nestalo vedlejším příběhem.“ Mike Hughes z Lansing State Journal komentoval díl jako „nekonzistentní, ale obsahující skvělé momenty“ a jako „mnohem lepší než ostatní úvodní díly řady“, které Fox uvedl ve stejný den.